# محمد شورابجی

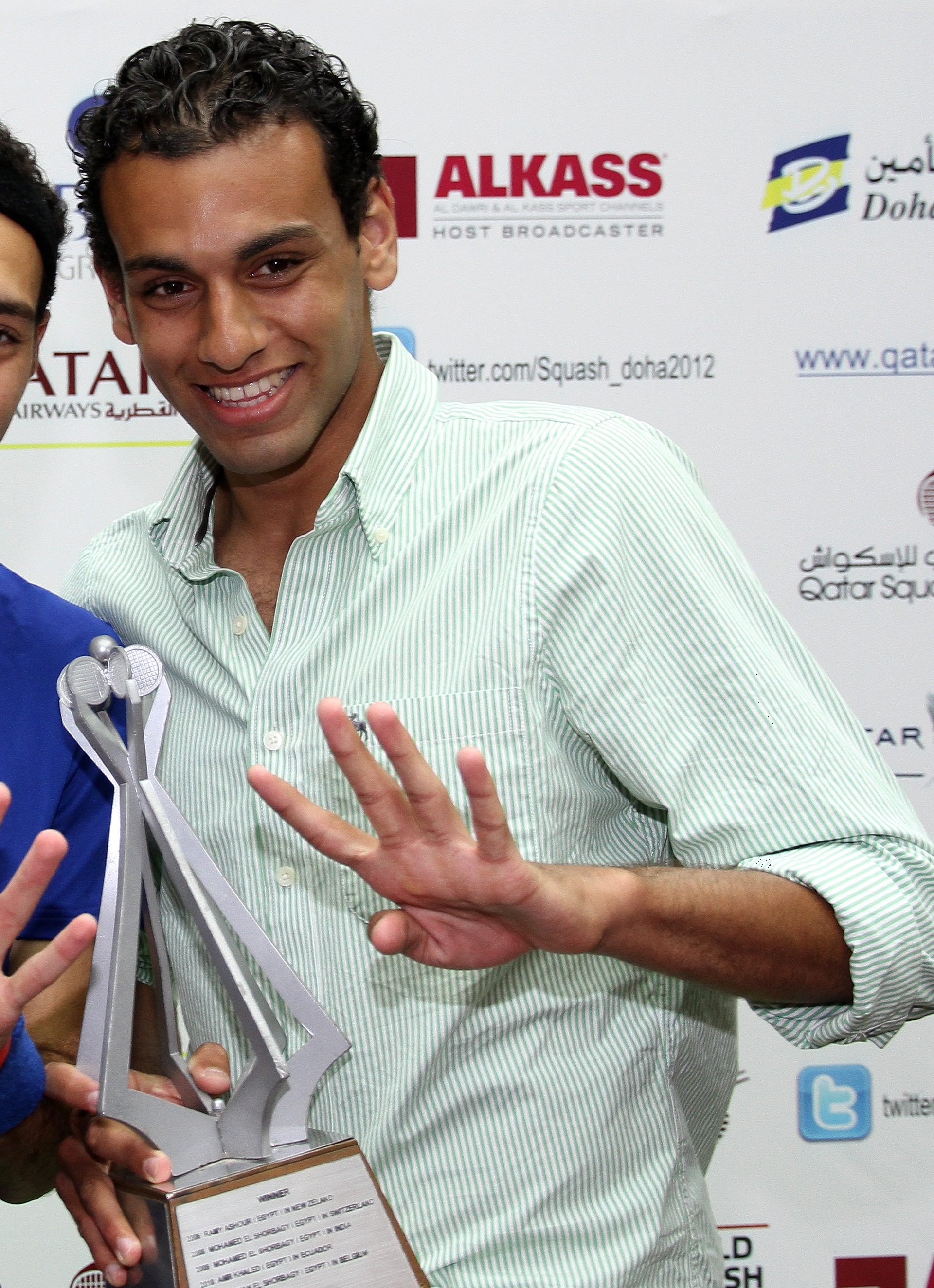
محمد الشورابجی - ۲۰۱۲

محمد الشورابجی (زادهٔ ۱۲ ژانویه ۱۹۹۱ در اسکندریه) اسکواش باز حرفه ای مصری است که در سال ۲۰۲۲ با تغییر ملیت خود به انگلستان باعث واکنشهای زیادی شد. او از دوران جوانی تا ژوئن ۲۰۲۲ نماینده مصر بود و در حال حاضر نماینده انگلیس است. او در نوامبر ۲۰۱۴، مارس ۲۰۱۸، فوریه ۲۰۲۰، و بار دیگر در ژوئیه ۲۰۲۱ به رتبه اول جهانی شماره ۱ رسید. او پس از تعطیلی به دلیل همه‌گیری کووید در ۲۲ سپتامبر ۲۰۲۰ برنده مسابقات آزاد منچستر شد. پیروزی او در نیوزلند در نوامبر ۲۰۲۲، برای چهل و هفتمین عنوان PSA، او را به جوانترین مردی تبدیل کرد که در ۳۱ سال و ۱۰ ماهگی به ۵۰۰ برد PSA رسیده‌است.

## تغییر ملیت
او در ۶ ژوئن ۲۰۲۲ ملیت خود را از مصری به انگلیسی عوض کرد و شروع به مسابقه برای تیم ملی انگلیس کرد. این امر موجب واکنشهای زیادی از طرف مصریها و اعراب شد. او در مصاحبه ای اختصاصی که توسط FA Squash منتشر شد، گفت: «من قبلاً هرگز در زندگی ام حمایتی دریافت نکرده‌ام هر چه بدست آورده‌ام حاصل تلاش شخصی خودم بوده‌است ولی حالا حمایت انگلیس از من به من انگیزه و عزم را برای کسب عنوان قهرمانی برای آن می‌دهد و این اولین باری است که از من حمایت می‌شود و تمام تلاشم را برای بازگشت به شماره یک جهان و کسب عناوین انجام خواهم داد. و من در مورد این تجربه جدید بسیار هیجان زده هستم.»